# Rapsöl

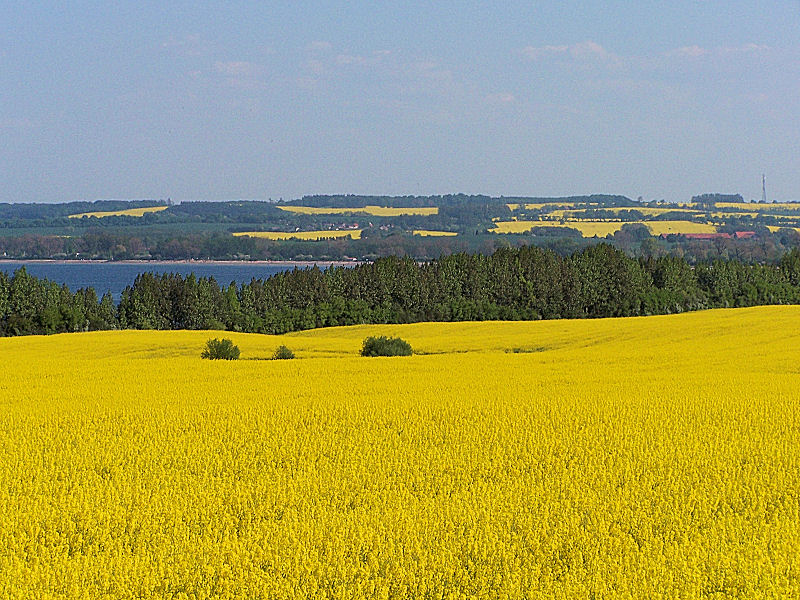
Raps ist in Deutschland eine bedeutende Kulturpflanze.

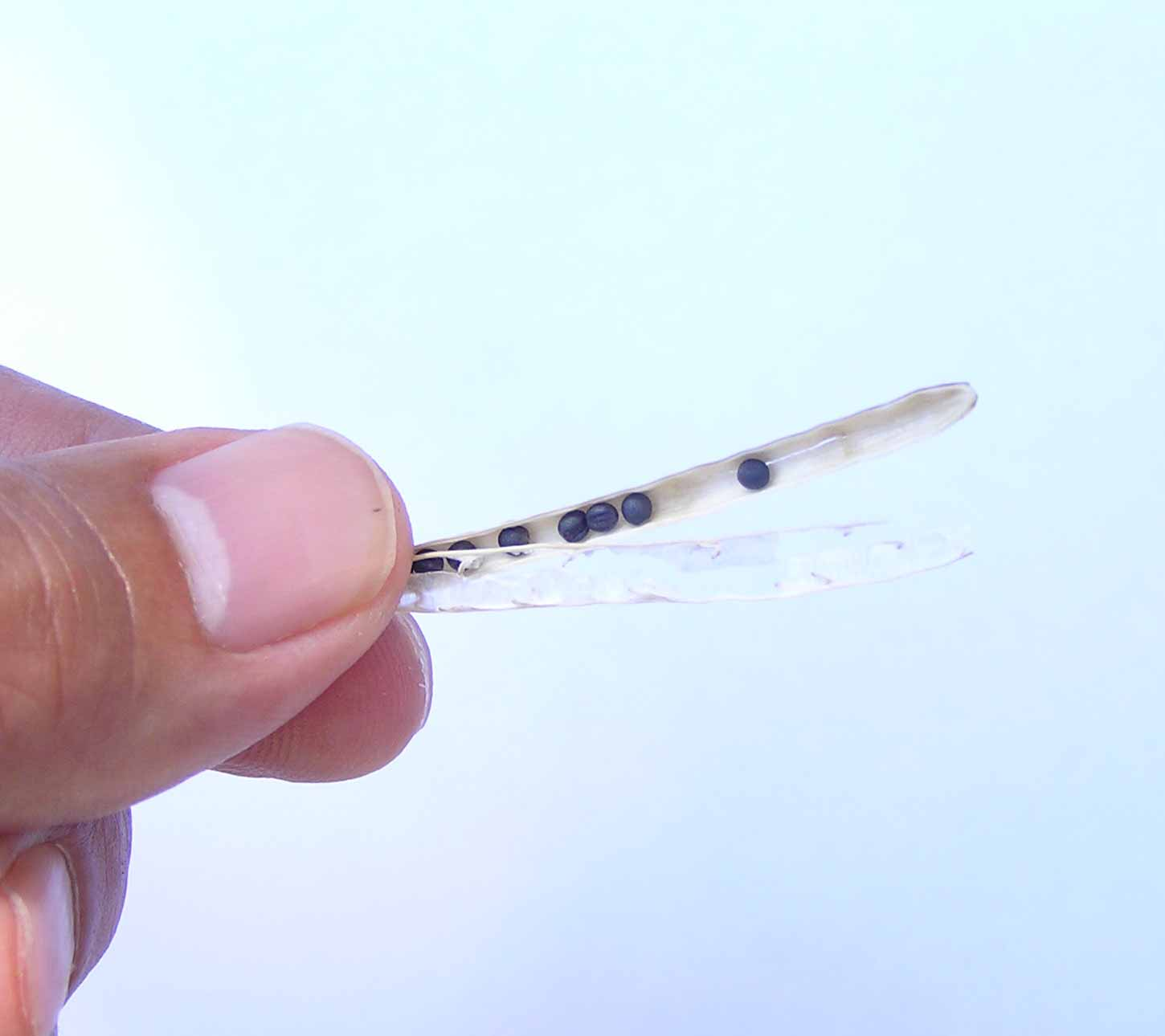
Rapsschote mit Samen

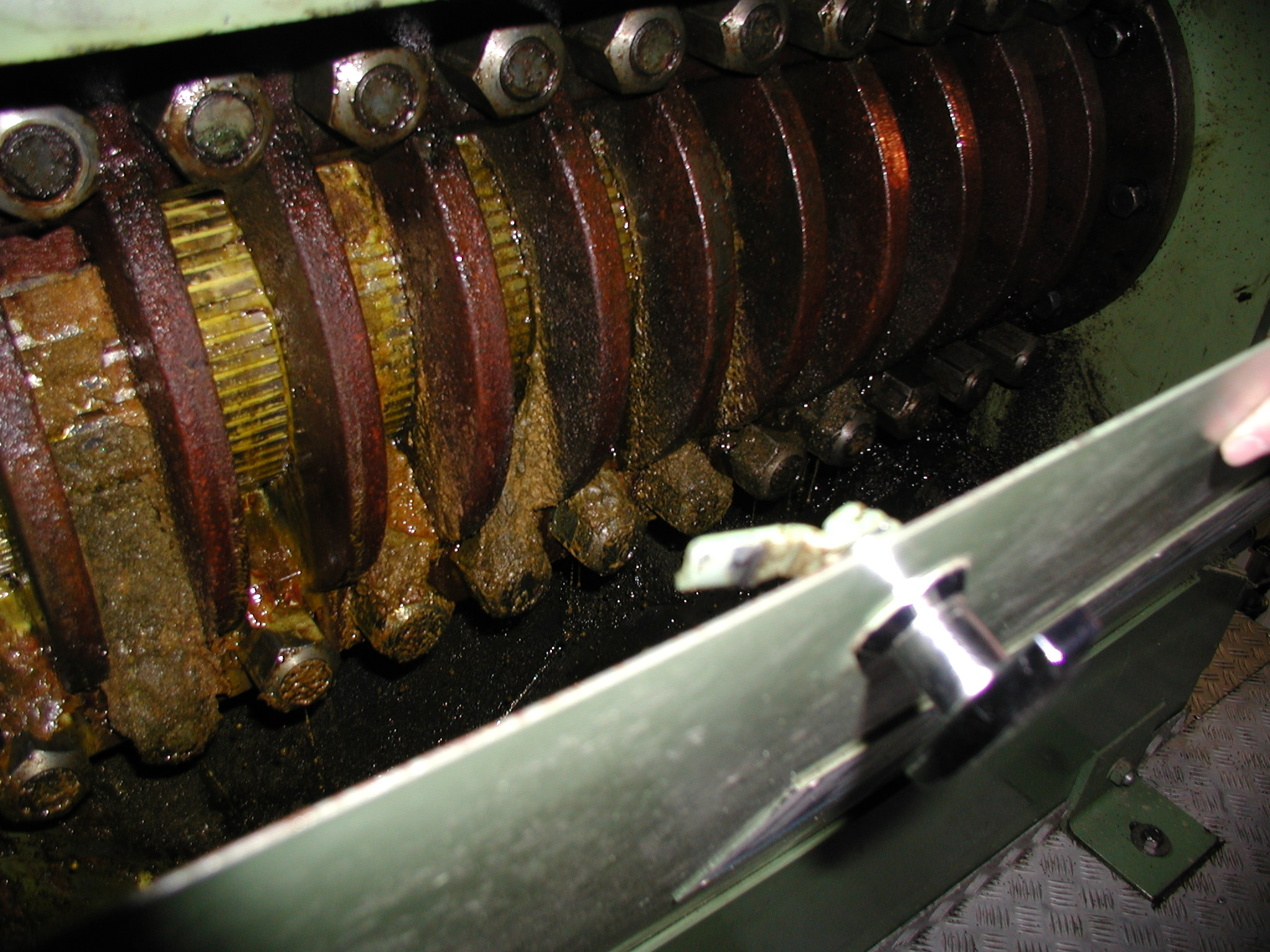
Blick in eine geöffnete Ölpresse: Das gepresste Rapsöl tritt zwischen den Seiherstäben aus.

Rapsöl oder Rüböl, auch Rübsenöl, Kolzaöl und Kohlsaatöl genannt, ist ein pflanzliches Öl, das aus den Samen vom Raps (Brassica napus) oder seltener auch von dem nahen Verwandten, dem Ölrübsen (Brassica rapa subsp. oleifera), gewonnen wird.
Ursprünglich hatte Rapsöl einen hohen Anteil an Bitterstoffen und der ernährungsphysiologisch bedenklichen Erucasäure und wurde daher kaum in der Ernährung eingesetzt, sondern vor allem als Lampenöl, Schmiermittel und Grundstoff für die Seifenherstellung.
Seit der Züchtung von Sorten mit geringeren Anteilen an Erucasäure und Bitterstoffen aus dem Ölrübsen in den späten 1960er-Jahren in Kanada und in den 1970er- (0-Raps; Canola-Raps im Unterschied zu normalem Raps Rapeseed) und 1980er-Jahren (00-Raps) (grundlegende Forschungsarbeiten: Werner Thies, Göttingen) hat sich Raps weltweit zu einer der wichtigsten und in Deutschland zu der mit Abstand dominierenden Ölpflanze entwickelt. Der Rapsanbau und die Rapsölproduktion haben sich vervielfacht. Genutzt wurde es zunächst überwiegend als Nahrungsmittel und für verschiedene stoffliche Anwendungen. Ende der 1990er-Jahre begann die Nutzung von Rapsöl als Biokraftstoffe und Pflanzenölkraftstoff. In Deutschland ist der Hauptverwendungszweck heute die Umesterung von Rapsöl zu Biodiesel (Rapsmethylester).

## Rapsölgewinnung
Rapsöl wird in Ölmühlen durch Pressung oder Extraktion der Rapssaat gewonnen. Hierbei kommen folgende Verfahren zur Anwendung:
- Heißpressung/Raffination in Ölmühlen sowie
- Kaltpressung in dezentralen Ölmühlen.

Der Ölgehalt beträgt etwa 40 bis 50 %, die Ausbeute etwa ein Drittel der Saat. Die verbleibende protein- und energiereiche Rapssaatmasse (Rapskuchen, Rapsexpeller oder Rapsextraktionsschrot) ist ein wichtiges Koppelprodukt und wird meist als Futtermittel genutzt.
Bei der Herstellung von Rapskernöl werden vor der Pressung die schwarzen Schalen der Rapssaat entfernt und so ausschließlich die gelben Kerne verarbeitet. Dies verhindert die Einbringung der Bitterstoffe aus der Schale der Saat in das Öl.

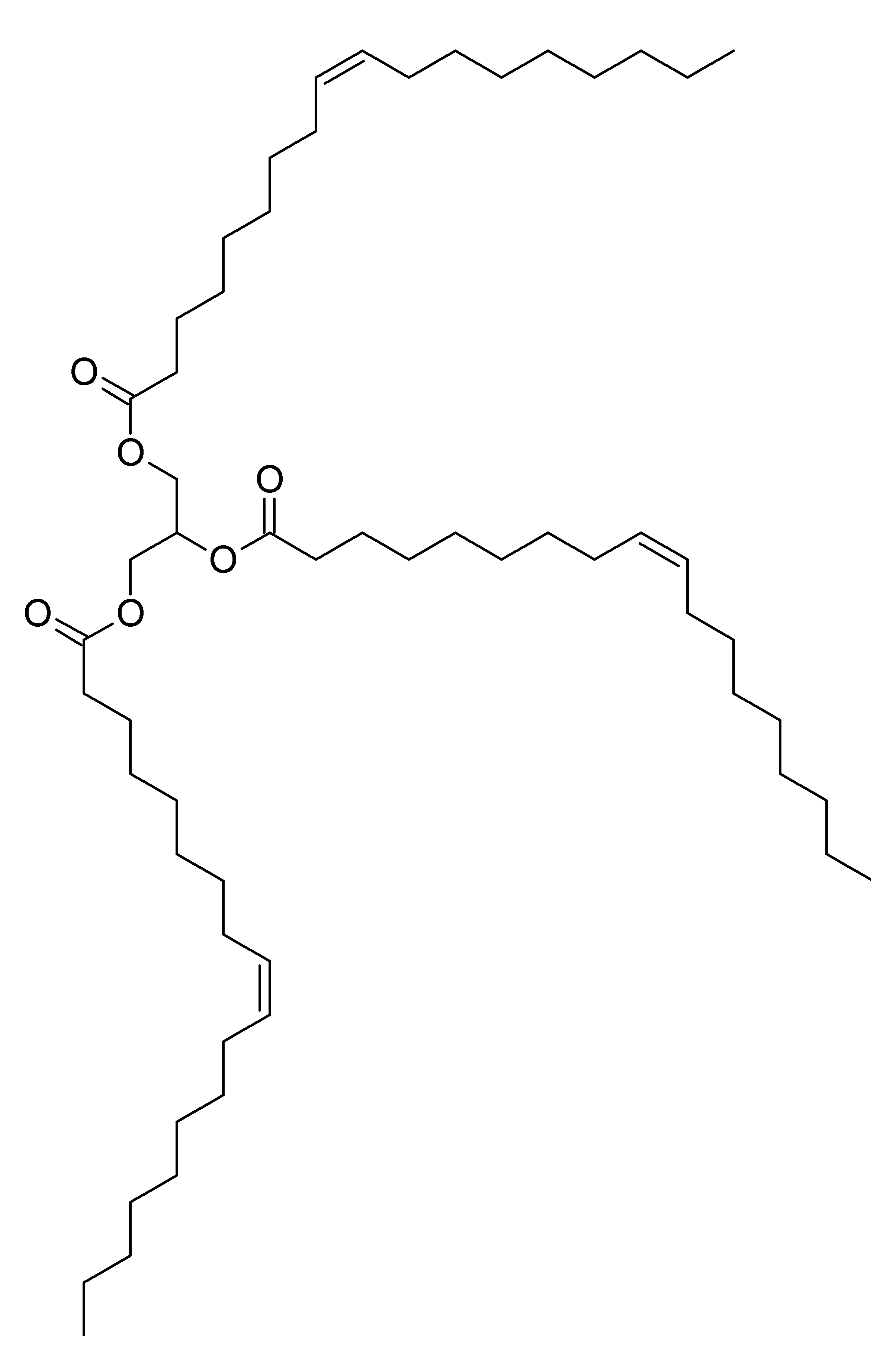
Struktur von Triolein: Drei Ölsäurereste sind über Esterbindungen an einen Glycerinrest gebunden

## Zusammensetzung
Pflanzenöle bestehen aus Triacylglyceriden, in denen drei Fettsäurereste gemeinsam über Esterbindungen an einen Glycerinrest gebunden sind (siehe Abbildung von Triolein: Triacylglycerid mit drei Ölsäureresten). Die unterschiedlichen Pflanzenöle unterscheiden sich durch die Art und die Anteile der Fettsäurereste in den Triacylglyceriden.
Die alten Sorten weisen einen hohen Anteil an Eruca-, Gondo-, Gadolein- und Nervonsäure auf, auch die Sorte Plusnull-Raps (+0-Raps) enthält viel Erucasäure. Diese Sorten werden als HEAR-Raps (High Erucic Acid Rapeseed) bezeichnet. Die neueren Rapsöle der 0-Qualität bzw. der heute überwiegend angebauten 00-Qualität haben reduzierte (0,5–1,5 %) bzw. fast keine (< 0,1 %) Gehalte an der Fettsäure Erucasäure (Low Erucic Acid Rapeseed, LEAR; Canola). Weiterhin enthält 00-Rapsöl hohe Anteile an einfach ungesättigten Fettsäuren, wie insbesondere der Ölsäure. Daneben wird auch der HO-Raps, der einen erhöhten Ölsäureanteil aufweist und der HOLLi-Raps mit veränderter Fettsäurezusammensetzung zur Ölgewinnung genutzt.
Der Anteil an essentiellen Fettsäuren, insbesondere der α-Linolensäure, ist um ein Mehrfaches höher als beispielsweise beim Olivenöl.

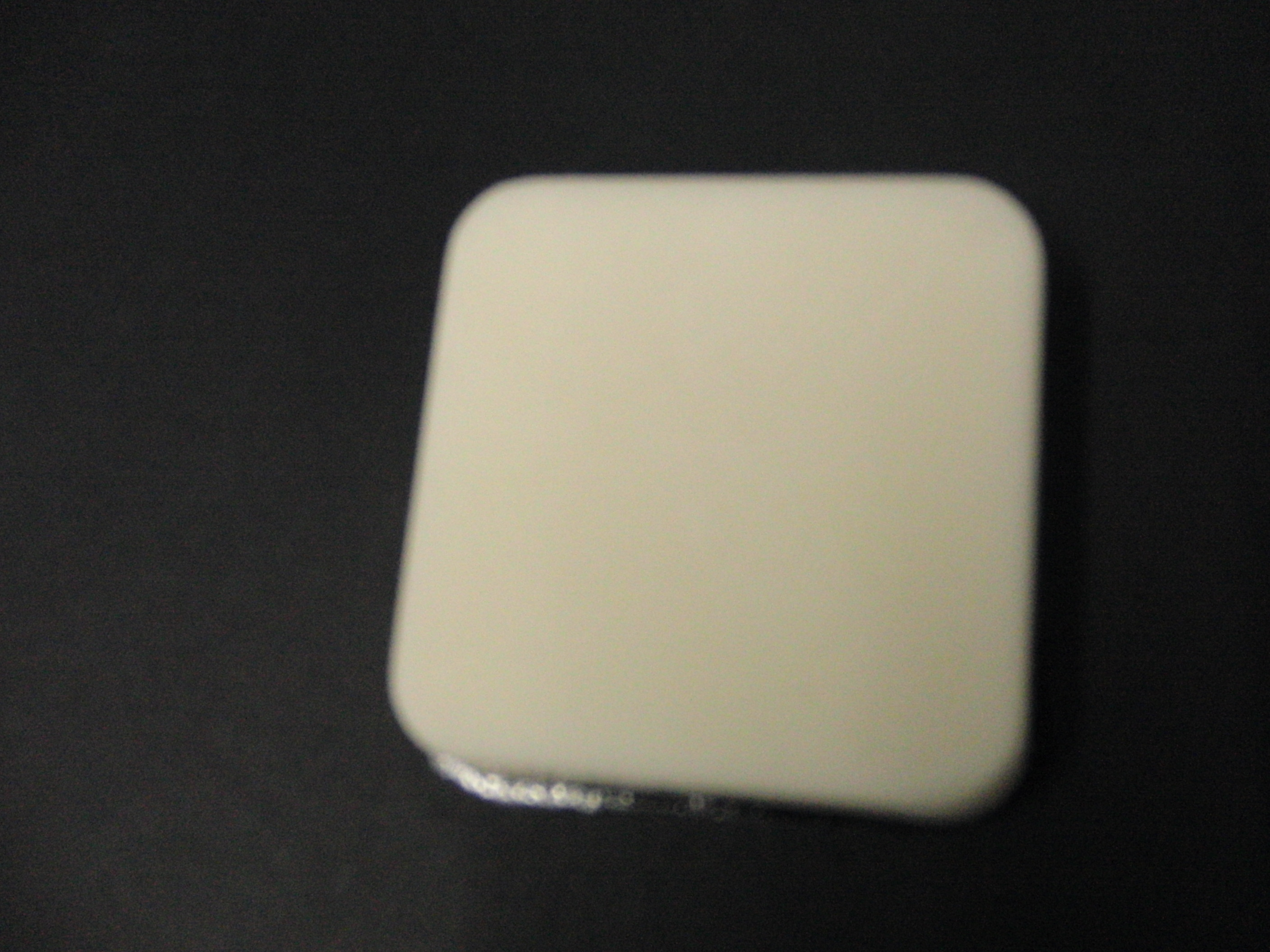
Rapsöl erstarrt bei −2 bis −4 °C zu einer weißlichen festen Masse.

Kaltgepresstes Rapsöl weist einen weitaus höheren Anteil an Vitaminen, Karotinoiden und anderen Fettbegleitstoffen auf als raffiniertes Rapsöl. Wird es auf hohe Temperaturen erhitzt, zersetzen sich manche dieser Stoffe und können zu einem unangenehmen Beigeschmack führen. Aus ernährungsphysiologischer Sicht ist kaltgepresstes Rapsöl dem raffinierten vorzuziehen, da die darin enthaltenen Fettbegleitstoffe die Oxidation der ungesättigten Fettsäuren und damit die Bildung von gesundheitsschädlichen Fettabbauprodukten hemmen.
Neben dem Doppelnull-Raps mit verringerten Anteilen an Erucasäure wurden und werden auch andere Sorten mit veränderten Fettsäureanteilen gezüchtet. Durch höhere Anteile an Ölsäure kann z. B. die Eignung als Frittierfett verbessert werden. Bei Erucaraps ist der Anteil an Erucasäure auf 55 % erhöht, um so den Bedarf an dieser Fettsäure in der Oleochemie oder für die kosmetische Industrie decken zu können.

## Verwendung

### Technische Verwendung
Rapsöl wird heute insbesondere in Europa vor allem für die Produktion von Biokraftstoffen eingesetzt. Ein kleinerer Teil wird als Pflanzenölkraftstoff verwendet, während der größere Anteil durch Umesterung in Biodiesel (Fettsäuremethylester [FAME] bzw. genauer Rapsmethylester [RME]) umgewandelt wird. Dabei fallen als Nebenprodukt große Mengen an Glycerin an. Zukünftig wird auch eine Verwendung in Kraftstoffen als Hydriertes Pflanzenöl erwartet.
Als Rohstoff (Nachwachsender Rohstoff) für die stoffliche Verwendung in der Industrie wird Rapsöl vielseitig verwendet. Der größte Teil wird für technische Zwecke verwendet. In der pharmazeutischen und kosmetischen Industrie dient es zur Herstellung medizinischer Salben und kosmetischer Formulierungen. Stoffliche Anwendungen für Rapsöl sind unter anderen:
- Hydraulik-, Getriebe- und Sägekettenöl
- Schmieröl
- „Bohrmilch“ (Kühlschmiermittel für die Metallbearbeitung)
- Härteöl
- Schwarzbrennen (Eintauchen von heißen Metallteilen in Öl)
- Brünieren
- Motoröl
- Schalöl
- Lacke und Farben
- Lösungsmittel
- Lampenöl
- Tenside und Weichmacher
- Futtermittel
- Pflanzenschutzmittel
- Rapsasphalt

Gehärtetes Rapsöl (Rapswachs) kann zu Kerzen verarbeitet werden.

### Ernährung
Rapsöl wurde ursprünglich für technische Zwecke (beispielsweise als Schmiermittel) produziert. Für die Ernährung wurde es erst durch veränderte Sorten interessant, die einen reduzierten Gehalt an Bitterstoffen aufweisen. Seit dem Ende des zwanzigsten Jahrhunderts hat die Verwendung von Rapsöl in der Ernährung, als Speiseöl und zur Herstellung von Speisefetten (Margarine), stark zugenommen.
Zur Beurteilung der sensorischen Qualität von kaltgepressten („nativen“) Rapsölen hat die Deutsche Gesellschaft für Fettwissenschaft (DGF) das „DGF-Rapsölpanel“ (in etwa: „Gremium/Ausschuss für die Bewertung von Rapsöl“) eingerichtet und vergibt seit 2006 jährlich DGF-Rapsölmedaillen für ausgezeichneten Geschmack nativer Rapsspeiseöle.

## Wirtschaftliche Bedeutung
Weltweit gehört Rapsöl mit einer Jahresproduktion von ca. 25,2 Mio. Tonnen (2020) nach Palm- und Sojaöl zu den drei meistproduzierten Pflanzenölen. In Deutschland wurden 2020 3,8 Mio. Tonnen Rapsöl produziert.

### Rapsanbau in Deutschland
Zu Anfang der 1970er Jahre hatte der Rapsanbau mit unter 100.000 ha (< 1 % der Ackerfläche) eine geringe Bedeutung. Von 1974 bis 1976 wurde der sogenannte Nullraps (0-Qualität) eingeführt, bei dem der hohe Anteil an Erucasäure züchterisch auf nun 0,5 bis 1,5 % verringert worden war. In den Jahren 1986/87 wurde der Doppelnullraps (00-Qualität) mit nun unter 0,1 % Erucasäureanteil und verringertem Bitterstoffgehalt (Glucosinolate) eingeführt. Die Anbaufläche stieg seit 1986 von etwa 400.000 ha auf 1,47 Mio. ha (rund 12 % der Ackerfläche) im Jahr 2009.
In den Jahren 2002 bis 2007 lagen die durchschnittlichen Hektarerträge zwischen 2,9 und 4,3 t Rapssaat. Im Jahr 2009 wurde eine Gesamternte von 6,21 Mio. t erzielt.
In Deutschland wird fast ausschließlich Winterraps angebaut.

### Verwendung in Deutschland
2019 wurden in Deutschland 9,1 Mio. t Rapssaat verarbeitet, davon 5,8 Mio. t aus Importen.
Die Verarbeitungskapazitäten bzw. die tatsächlich verarbeitete Menge liegt deutlich über der im Inland produzierten Menge.
3,9 Mio. t (3,54 Mio. t 2014) Rapsöl wurden produziert und machten damit 83 % der gesamten Produktion an pflanzlichen Ölen und Fetten aus.
2006/07 wurden 90 % des Öls weiterverarbeitet. Das meiste Rapsöl wurde für technische Anwendungen, wie vor allem für Biokraftstoffe, verwendet (1,58 Mio. t). Mit 21,8 % wurde ein kleinerer Anteil des Rapsöls zu Nahrungsmitteln verarbeitet (> 33 % Speiseöl, > 25 % Nahrungsmittel, etwa 25 % Margarine, etwa 10 % zu Sonstigem).
In Deutschland lag der Anteil von deklariertem Rapsöl am Speiseölmarkt im Jahr 2007 bei 11,2 %. Noch im Jahr 2003 hatte er bei lediglich 4,8 % gelegen. Durch nicht offen deklariertes Rapsöl, das unter der Bezeichnung Pflanzenöl verkauft wird, ergibt sich insgesamt ein Marktanteil von 2019 rund 40 %, der noch über dem von Sonnenblumenöl liegt. Da Rapsöl durch seinen hohen Anteil an ungesättigten Fettsäuren als wertvoll für die Ernährung angesehen wird, wird mit weiterhin steigender Bedeutung gerechnet.
In Deutschland steht Rapsöl in der Verarbeitung an erster Stelle. Im Jahr 2008 wurden rund 3,2 Mio. t Rapsöl produziert, das sind 80 % der gesamten Pflanzenölerzeugung. Zudem wurden 0,5 Mio. t importiert, der Export belief sich ebenfalls auf 0,5 Mio. t.

## Bewertung der Rapsölnutzung
Rapsöl wird hauptsächlich als Kraftstoff bzw. zur Kraftstoffherstellung verwendet. Diese Nutzung bzw. die davon erhofften Vorteile und Nachteile werden diskutiert. Pflanzliche Kraftstoffe ersetzen Kraftstoffe fossiler Herkunft. Damit dies in nennenswertem Umfang geschehen kann, müssen aber nachwachsende Rohstoffe, wie in Deutschland derzeit vor allem Raps, in großem Umfang angebaut werden. Dies führt zu vermehrter Nutzungs- und Flächenkonkurrenz zur Lebensmittelerzeugung (z. B. Weideflächen), zum Umweltschutz (Brachflächen, Erhaltung der Biodiversität) und Anderem (siehe Artikel: Nutzungskonkurrenz bzw. Flächenkonkurrenz).
Der Ertrag pro Flächeneinheit ist, verglichen mit anderen Rohstoffen zur Biokraftstoffherstellung, teilweise deutlich geringer. Allerdings sind Faktoren wie Wirtschaftlichkeit, Energiebilanz des Gesamtprozesses (z. B.: inklusive Herstellung), Umwelt- und Klimaverträglichkeit etc. zu berücksichtigen, so dass ein ganzheitlicher Vergleich relativ aufwendig ist (siehe Artikel: Biokraftstoff).
Bei der Klimaverträglichkeit der Rapsölnutzung wird insbesondere über die Emissionen des starken Treibhausgases Lachgas (300-mal so klimaschädlich wie Kohlenstoffdioxid) während des Rapsanbaus diskutiert.
Der Anbau von Raps erfordert einen relativ hohen Aufwand an Düngung und Pflanzenschutz, weshalb der vermehrte Anbau in den vergangenen Jahrzehnten umstritten ist. Diesen Nachteilen stehen Vorteile gegenüber, wie Ressourcenschonung, verringerte Abhängigkeit von Rohstoffimporten, Stärkung der regionalen Wirtschaft etc., die ebenfalls schwierig zu gewichten sind und eine Gesamtbewertung der Rapsölnutzung erschweren.